# سووتسک، اوبلاست کیروف
شهر سووتسک، اوبلاست کیروف (به روسی: Советск) در کشور روسیه و در اوبلاست کیروف واقع شده‌است.